# 黄埠墩
31°35′29″N 120°16′42″E / 31.59152°N 120.27834°E
黄埠墩为京杭大运河无锡北段河道中心一孤岛，全岛不过0.3多亩地。此地古为芙蓉湖，通惠山，因春申君黄歇曾在莅于岛上疏治得名。南宋时，文天祥为元军所俘，押行北上时，曾在岛上暂留并写下《无锡》，全诗内容如下：:491
金山冉冉波涛雨，锡水泯泯草木春。二十年前曾去路，三千里外作行人。英雄未死心为碎，父老相逢鼻欲辛。夜读程婴存赵事，一回惆怅一沾巾。
明代，时任应天巡抚海瑞来锡时曾为岛上环翠楼题写“玩山临水第一楼”之匾。清帝康熙南巡时，则为岛上佛殿写下“兰若”一额，后乾隆又仿该岛在颐和园昆明湖中建凤凰墩。1925年，无锡地方工商先驱唐保谦重修黄埠墩，先后请阎锡山、林森题“小金山”、“圆通寺”二匾，挂于佛寺内。1958年，大运河无锡段改道，岛上建筑物毁，1982年得以修复。